# Phạm Thị Thanh Mai
Phạm Thị Thanh Mai (sinh ngày 3 tháng 11 năm 1975) là nữ Đại biểu Quốc hội nước Cộng hòa xã hội chủ nghĩa Việt Nam. Bà hiện là Thành ủy viên, Phó Trưởng Đoàn Đại biểu Quốc hội chuyên trách thành phố Hà Nội, Ủy viên Ủy ban Tài chính – Ngân sách của Quốc hội, Đại biểu Quốc hội khóa XV từ Hà Nội. Bà từng là Bí thư Thị ủy Sơn Tây, Hà Nội; Trưởng ban Kinh tế – Ngân sách của Hội đồng nhân dân thành phố Hà Nội.
Phạm Thị Thanh Mai là đảng viên Đảng Cộng sản Việt Nam, học vị Cử nhân Tài chính – Tín dụng, Cử nhân Luật, Tiến sĩ Quản lý kinh tế, Cao cấp lý luận chính trị. Bà có sự nghiệp hơn 20 năm công tác ở Hà Nội trước khi được bầu vào Quốc hội.

## Xuất thân và giáo dục
Phạm Thị Thanh Mai sinh ngày 3 tháng 11 năm 1975 tại xã Cự Khê, huyện Thanh Oai, thành phố Hà Nội. Bà lớn lên và tốt nghiệp phổ thông 12/12, thi đỗ Học viện Tài chính năm 1993, theo học và tốt nghiệp Cử nhân Tài chính – Tín dụng vào năm 1997, sau đó học thêm văn bằng hai là Cử nhân Luật, tiếp tục học cao học, nghiên cứu sinh sau đại học và trở thành Tiến sĩ Quản lý kinh tế. Bà được kết nạp Đảng Cộng sản Việt Nam vào ngày 22 tháng 12 năm 2001, trở thành đảng viên chính thức sau đó 1 năm, từng theo học các khóa chính trị ở Học viện Chính trị Quốc gia Hồ Chí Minh và tốt nghiệp Cao cấp lý luận chính trị. Hiện bà thường trú ở phường Nhật Tân, quận Tây Hồ, thành phố Hà Nội.

## Sự nghiệp
Tháng 1 năm 1997, sau khi tốt nghiệp Học viện Tài chính, Phạm Thị Thanh Mai ký hợp đồng với Ban Quản lý Dự án Nâng cao năng lực quản lý đô thị – VIE 95/050, làm cán bộ hợp đồng. Sau đó năm, bà được tuyển dụng công chức vào Ủy ban nhân dân thành phố Hà Nội, bổ nhiệm làm Chuyên viên Phòng Tổ chức hành chính, Sở Kế hoạch và Đầu tư. Tháng 8 năm 2004, bà được chuyển sang Phòng Kế hoạch nông nghiệp và Phát triển nông thôn của Sở làm chuyên viên, đồng thời là Phó Bí thư chi đoàn cơ quan, sau đó 2 năm thì nhậm chức Phó Bí thư Chi bộ, Phó Chủ tịch Công đoàn cơ quan, được bổ nhiệm làm Phó Chánh Văn phòng Sở Kế hoạch và Đầu tư thành phố Hà Nội. Tháng 6 năm 2011, bà trúng cử Đại biểu Hội đồng nhân dân thành phố Hà Nội khóa XIV, nhiệm kỳ 2011–2016, là Ủy viên chuyên trách Ban Kinh tế – Ngân sách Hội đồng nhân dân thành phố, đồng thời là Phó Bí thư Chi bộ phòng Công tác Hội đồng nhân dân, Văn phòng Đoàn đại biểu Quốc hội và Hội đồng nhân dân thành phố. Tháng 7 năm 2013, bà được vào làm Ủy viên Ban Chấp hành Đảng bộ cơ quan, Ủy viên Ban Chấp hành Công đoàn cơ quan của Văn phòng Đoàn đại biểu Quốc hội và Hội đồng nhân dân thành phố, được phân công làm Phó Trưởng ban chuyên trách Ban Kinh tế – Ngân sách của Hội đồng nhân dân. Vào tháng 6 năm 2016, bà tái đắc cử Đại biểu Hội đồng nhân dân thành phố khóa XV, nhiệm kỳ 2016–2021, là Ủy viên Thường trực rồi Trưởng ban Kinh tế – Ngân sách, Ủy viên Ban Chấp hành Đảng bộ cơ quan Văn phòng Hội đồng nhân dân thành phố.
Tháng 3 năm 2019, Phạm Thị Thanh Mai được bầu bổ sung vào Ban Chấp hành Đảng bộ thành phố Hà Nội, được điều về thị xã Sơn Tây, nhậm chức Bí thư Thị ủy Sơn Tây, vẫn tiếp tục kiêm nhiệm Ủy viên Ban Kinh tế – Ngân sách của Hội đồng nhân dân thành phố. Bà cũng tái đắc cử Thành ủy viên tại Đại hội Đảng bộ thành phố lần thứ XVII, nhiệm kỳ 2020–2025. Năm 2021, bà tham gia ứng cử đại biểu Quốc hội từ Hà Nội, tại đơn vị bầu cử số 7 gồm các huyện Phúc Thọ, Ba Vì, Đan Phượng và thị xã Sơn Tây, rồi trúng cử Đại biểu Quốc hội khóa XV với tỷ lệ 80,61%. Ngày 23 tháng 7 năm 2021, bà được phê chuẩn làm Phó Trưởng Đoàn Đại biểu Quốc hội chuyên trách thành phố Hà Nội, Ủy viên Ủy ban Tài chính – Ngân sách của Quốc hội.